# Épimère
Deux épimères sont des diastéréoisomères qui ne diffèrent que par la configuration d'un unique centre asymétrique.
Le glucose et le galactose sont par exemple deux épimères, et ont un pouvoir sucrant totalement différent :
Le α-D-glucose (à gauche) et le α-D-galactose (à droite), en projection de Haworth, ne diffèrent que par la position du groupe OH (hydroxyle) en position 4. 

## Nomenclature
En nomenclature des substances naturelles, on utilise le préfixe épi précédé de la position (le locant) de l'atome dont la configuration absolue est inversée par rapport à la structure de la substance naturelle.
Dans l'exemple ci-dessous, le (–)-sclaréol (à gauche) est l'épimère du 13-épi-sclaréol (à droite) car seule la configuration absolue du carbone asymétrique en position 13, selon la numérotation du produit naturel, est inversée par rapport au (–)-sclaréol.

## Épimérisation
Une réaction ou une suite de réactions permettant de passer d'un épimère à un autre est nommée une épimérisation.